# Saint-Rémy-la-Vanne
Saint-Rémy-la-Vanne é uma comuna francesa localizada na região administrativa da Île-de-France, no departamento Sena e Marne. A comuna possui 699 habitantes segundo o censo de 1990.